# Johan Borgen
Johan Collett Müller Borgen (28 aprile 1902 – 16 ottobre 1979) è stato uno scrittore, giornalista e critico letterario norvegese.
Sposato con Annemarta Borgen, sotto lo pseudonimo di Mumle Gåsegg scrisse una serie di articoli, ironici e allo stesso denigratori contro il regime nazista, sul Dagbladet, in particolar modo durante la Seconda guerra mondiale. Scoperto, venne rinchiuso nel campo di prigionia di Grini. Il suo miglior lavoro fu la novella Lillelord (Il Piccolo Lord - 1955).